# Bundesstraße 464
Die Bundesstraße 464 (Abkürzung: B 464) befindet sich in Baden-Württemberg, Deutschland, und verläuft bislang in zwei nicht miteinander verbundenen Abschnitten durch die Landkreise Böblingen, Tübingen und Reutlingen. Vom Bundesverkehrsministerium ist eine Verlängerung in nordwestlicher Richtung bis an die Bundesautobahn 8 bei Leonberg geplant, wozu die AS Renningen-Süd der bereits auf vier Fahrstreifen erweiterten B 295 planfrei ausgebaut werden muss.

## Geschichte

### Vicinal- und Staatsstraße
Die Straße von Böblingen über Holzgerlingen nach Tübingen wurde 1808–1823 als Vicinalstraße erbaut. 1861 wurde sie in den Kreis der Staatsstraßen aufgenommen und fortan als württembergische Staatsstraße Nr. 84 bezeichnet.

### Ursprüngliche B 464 und A 833

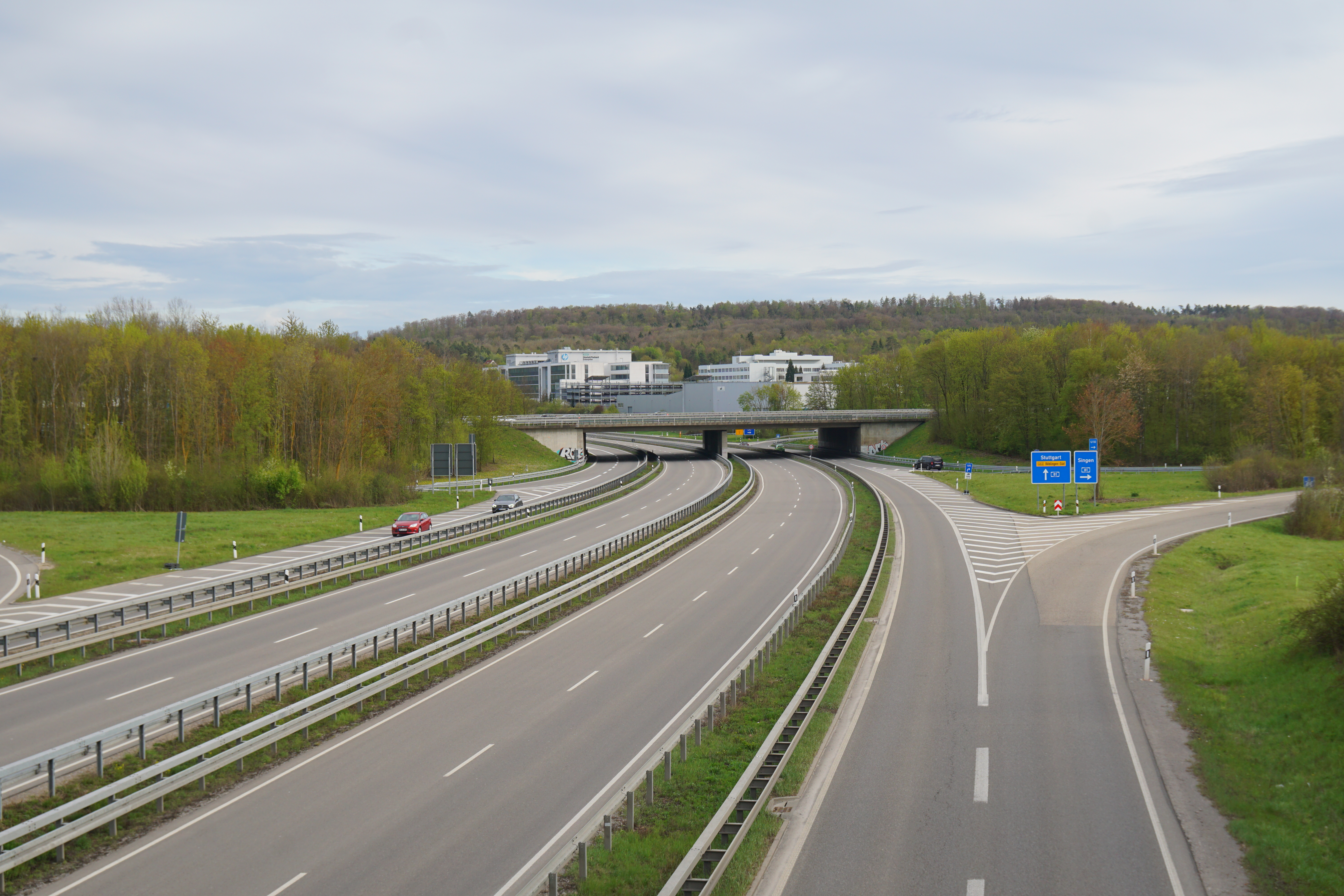
Im Bereich der Anschlussstelle Böblingen-Hulb ist die B464 wie eine Autobahn ausgebaut.

Ursprünglich verlief die Straße nur von der Kälberstelle bis zur B 14 nach Böblingen. Die Kälberstelle liegt südlich von Weil im Schönbuch und ist eine Kreuzung zwischen der alten Trasse der B 27 (heute offiziell Landesstraße 1208) und der B 464. Im Jahr 2002 wurde die Ortsumgehung Böblingen eingeweiht. Zudem wurde die in den 1970er Jahren gebaute A 833 in B 464 umgewidmet. Im Jahre 2002 wurde auch die Straße von der Kälberstelle nach Pliezhausen in B 464 umbenannt, so dass seither die B 464 Böblingen mit Reutlingen verbindet. In Böblingen-Hulb besteht Anschluss zur A 81.

### Verlängerung nach Renningen
Die Verlängerung der B 464 nach Renningen wurde zwischen 2005 und 2014 gebaut, nachdem sich der eigentliche Baubeginn aufgrund der gesetzlich vorgeschriebenen europaweiten Ausschreibung erheblich verzögerte.
Die Fertigstellung erfolgte in drei Abschnitten:
- Anbindung an die K 1004 zwischen Maichingen und Darmsheim. Dieser Teilabschnitt wurde am 23. Juli 2010 eröffnet.[2]
- Anbindung an die K 1064 bei Maichingen und die L 1189 und K 1006 bei Magstadt. Dieser Teilabschnitt wurde am 6. Dezember 2011 eröffnet.[3][4]
- (Provisorische) Anbindung an die B 295. Der Baubeginn erfolgte im Anschluss an den zweiten Bauabschnitt, die Fertigstellung jedoch erst am 10. April 2014.[5][6]

Das prognostizierte höhere Verkehrsaufkommen führte während der Bauphase zur Umplanung diverser Kreuzungspunkte mit den Kreis- und Landesstraßen K1004, K1006, K1064 sowie L1189. Dabei wurde auf Ampeln zugunsten zusätzlicher Ein- und Ausfädelstreifen verzichtet, um den Verkehrsfluss zu verbessern. Die Kosten für die Verlängerung der B 464 werden auf 44,2 Millionen Euro veranschlagt.
Seit der Fertigstellung schließt die B 464 die Lücke zwischen dem früheren Ende bei Sindelfingen-Darmsheim und der B 295, allerdings nur zweispurig, obwohl die Verkehrsprognosen höher sind, als eine zweispurige Bundesstraße verkraften kann. Durch den Neubau wird die Fahrstrecke zwischen der Anschlussstelle Böblingen-Hulb der A 81 und dem Autobahndreieck Leonberg gegenüber dem bestehenden Streckenverlauf der A 81 um 1,5 Kilometer verkürzt. Die Verbindung kann dann als eine Art Ersatz für die ehemals geplante aber nie realisierte Direktverbindung der A 81 zwischen Gärtringen und Leonberg angesehen werden. Die Strecke ist mautpflichtig, um dem Schwerlastverkehr keine zusätzlichen Anreize zu bieten.

### Zukunft
Es ist geplant, die Verknüpfung zwischen der B 464 und der B 295 umzubauen. Der Landkreis Böblingen hat hier provisorisch zwei Kreisverkehre bauen lassen, um überhaupt eine Verbindung der beiden Bundesstraßen zu realisieren. Im Berufsverkehr führt das zu sehr langen Staus. Der weitere Ausbau soll frühestens nach Abschluss der Verbreiterung der A 81 zwischen Böblingen-Hulb  und Sindelfingen-Ost erfolgen.
Um den Reutlinger Ortskern zu entlasten, ist zudem eine Ortsumgehung Reutlingen geplant. Dieses 2,5 km lange Teilstück soll die Verkehrsknoten B 28 / B 312 (Nordportal Scheibengipfeltunnel) und B 464 / L 378 (Rommelsbacher Straße) mit einer ganzheitlichen Umfahrung der Reutlinger Kernstadt in Kombination mit dem Scheibengipfeltunnel gewährleisten.

## Sehenswürdigkeiten
Vom Schaichhof bei Weil im Schönbuch über die Kälberstelle bis kurz vor Walddorfhäslach verläuft die Bundesstraße 464 durch den Naturpark Schönbuch. Entlang dieses Abschnittes sind mehrere Parkplätze angelegt, die als Ausgangspunkt für Spaziergänge genutzt werden können.

## Streckenverlauf
- Renningen: Anschluss an die B 295
- Magstadt: Anschluss an die L 1189 und K 1006
- Maichingen: Anschluss an die K 1064
- zwischen Maichingen und Darmsheim: Anschluss an die K 1004
- zwischen Darmsheim und Sindelfingen: Anschluss an die L 1183
- Kreuzung A 81 Böblingen-Hulb
- Böblingen
- Holzgerlingen
- Kälberstelle (Kreuzung mit L 1208 Richtung Bebenhausen/Tübingen), seit 2013 mit Kreisverkehr[9]
- Walddorfhäslach
- bei Gniebel: Anschluss an die B 27
- dann ca. 4 km B 27 und B 464 gemeinsam, bis die B 464 an der nächsten Ausfahrt in Richtung Reutlingen abzweigt.
- zwischen Reutlingen und RT-Rommelsbach: Abzweigung von der L 378